# Michele Pannonio
Michele Pannonio, in ungherese Pannóniai Mihály, noto anche come Michele Ongaro o Michele Dai (Ungheria, ante 1415 – Ferrara, 1464 circa), è stato un pittore ungherese naturalizzato italiano.

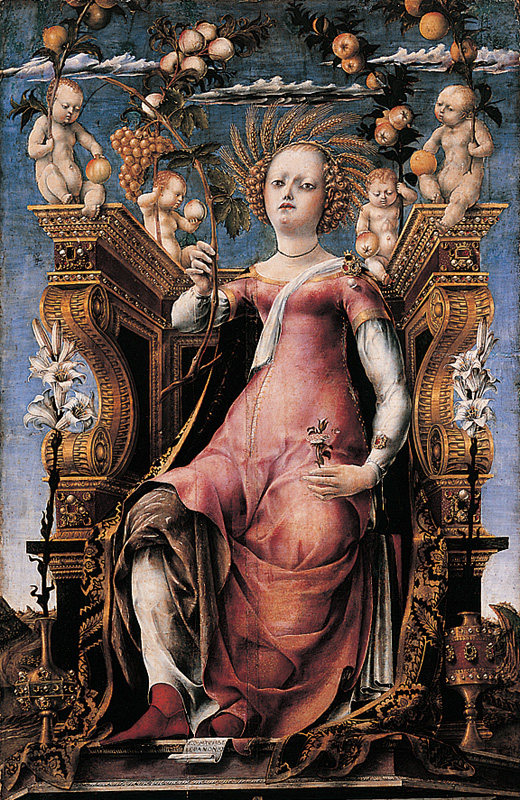
Thalia

Documentato sicuramente dal 1415 al 1464, fu attivo alla corte Estense di Ferrara, dove è ricordato come ungherese e dove produsse le uniche sue opere conosciute, tra cui la musa Thalia, dipinta per lo Studiolo di Belfiore, oggi nel Museo di belle arti di Budapest.
In questa opera si nota un tentativo di sintesi tra l'arte cortese del gotico internazionale, con la figura allungata e longilinea, il panneggio scivoloso che si fa tagliente sugli orli, e le novità del Rinascimento padovano, in particolare degli squarcioneschi, con un'esuberanza decorativa a tratti anticheggiante. 
Alcuni ipotizzano che sia stato assistente di Gentile da Fabriano, con il quale avrebbe visitato Firenze e forse Roma, prima di visitare Padova. Sposò la figlia del medaglista Giovan Battista Amadeo.
Nonostante la sua origine ungherese Michele Pannonio è considerato facente parte della scuola italiana.